# Julius Opel
Julius Otto Opel (* 17. Juli 1829 in Loitzschütz; † 17. Februar 1895 in Halle an der Saale) war ein deutscher Pädagoge und Historiker.

## Leben
Opel war Sohn eines Landkantors. Er besuchte ab 1841 das Stiftsgymnasium von Zeitz und anschließend von 1849 bis 1853 die Universität Halle. Am 30. Juli 1853 erhielt er den Abschluss als Schulamtskandidat und konnte anschließend ein Probejahr in Merseburg absolvieren. Danach war er von 1854 bis 1856 ordentlicher Lehrer an der Höheren Bürgerschule in Lübben und ab 1856 Collaborator an der Lateinschule der Franckeschen Stiftungen in Halle.
Opel wechselte 1864 in den Dienst der Stadt Halle. Er wurde Rektor der städtischen Vorschule, die Kinder wohlhabender Eltern für das Gymnasium und die Realschule vorbereitete. Mit der Integration dieser Vorschule in das Stadtgymnasium Halle 1868 wurde er an dieser Schule ordentlicher Oberlehrer. Die Philosophische Fakultät der Universität Halle verlieh ihm 1867 die Ehrendoktorwürde. Zu seiner Pensionierung erhielt er den Roten Adlerorden IV. Klasse.
Opel war langjähriges Mitglied des Thüringisch-Sächsischen Geschichtsvereins und von Herbst 1862 bis Anfang 1893 dessen Schriftführer. Außerdem war er von 1874 bis Anfang 1885 Mitglied des Stadtverordnetenkollegiums in Halle und zudem Mitarbeiter an der Allgemeinen Deutschen Biographie (ADB).

## Werke (Auswahl)
- De Thoringis. Halle, 15. Oktober 1852 (mit akademischem Preis gekrönte Schrift).
- Julius Otto Opel: Das Chronicon Montis Sereni kritisch erläutert. Waisenhaus, Halle 1859 (Digitalisat).
- J. O. Opel: Mìn guoter klôsenaere. Ein erklärungsversuch. Waisenhaus, Halle 1860 (= Sonderabdruck aus Mützell’s zeitschrift für gymnasialwesen. Band XIII, 11, Digitalisat).
- J. O. Opel: Onno Klopp und die Geschichte des dreißigjährigen Krieges. Waisenhaus, Halle 1862, Aus: Neue Mitteilungen aus dem Gebiete historisch-antiquarischer Forschungen. Band 9, Heft 3/4, 1862, S. 153–236 (Digitalisat).
- Julius Opel und Adolf Cohn (Hrsg.): Der Dreiszigjährige Krieg. Eine Sammlung von historischen Gedichten und Prosadarstellungen. Waisenhaus, Halle 1862 (Digitalisat).
- Julius Otto Opel: Valentin Weigel. Ein Beitrag zur Literatur- und Culturgeschichte Deutschlands im 17. Jahrhundert. T. O. Weigel, Leipzig 1864 (Digitalisat).
- J. O. Opel: Wallenstein im Stift Halberstadt. 1625–1626. Waisenhaus, Halle 1866 (Digitalisat).
- J. O. Opel: Kampf des Protestantismus und des Katolicismus im Stift Halberstadt 1612 bis 1620. Mittler, Berlin 1870 (Digitalisat).
- J. O. Opel: Elisabeth Stuart, Königin von Böhmen, Kurfürstin von der Pfalz. Druck von Carl Georgi, Bonn 1870, Separatabdruck aus Historische Zeitschrift. Band 23, 1870, S. 289–328 (Digitalisat).
- Julius Otto Opel: Die historischen Volkslieder der Deutschen. [Rezension zum gleichnamigen Werk von R. von Liliencron] In: Historische Zeitschrift. Band 25, München 1871, S. 1–48 (Digitalisat).
- Julius Otto Opel: Das Tagebuch des Rathsmeisters Marcus Spickendorff von Halle. Waisenhaus, Halle 1872, In: Jahresbericht des Stadtgymnasiums zu Halle a. S. 1871/72 (Digitalisat).
- Julius Otto Opel: Der niedersächsisch-dänische Krieg. Band 1: Der niedersächsisch Krieg 1621–1623. Waisenhaus, Halle 1872 (Digitalisat); Band 2: Der dänische Krieg 1624–1626. Faber, Magdeburg 1878 (Digitalisat); Band 3: Der dänische Krieg von 1627 bis zum Frieden von Lübeck (1629). Faber, Magdeburg 1894 (Digitalisat).
- J. O. Opel (Hrsg.): Naumburg im schmalkaldischen Kriege. Bureau des Thüringisch-Sächsischen Vereins, Halle 1873, Aus: Neue Mittheilungen aus dem Gebiet historisch-antiquarischer Forschungen. Band 13, Heft 4, S. 453–543 (Digitalisat).
- Friedr[ich] Wilh[elm] Hoffmann (Autor), Julius Otto Opel (Hrsg.): Otto von Guericke, Bürgermeister der Stadt Magdeburg. Ein Lebensbild aus der deutschen Geschichte des siebzehnten Jahrhunderts. Baensch, Magdeburg 1874 (Digitalisat).
- J. O. Opel: Die Resignation des Herzogs Christian von Braunschweig auf das Bisthum Halberstadt i. J. 1623. Mit Urkunden. Aus: Neue Mittheilungen des Thür.-Sächs. Vereins. Band 13, (Digitalisat).
- J. O. Opel: Die Gründung der Union. [Besprechung von] Briefe und Acten zur Geschichte des dreißigjährigen Krieges in den Zeiten des vorwaltenden Einflusses der Wittelsbacher. Erster Band. München 1870. Aus: Preußische Jahrbücher. Band XXXIII, Heft 2, 1874, S. 121–147 (Digitalisat).
- J. O. Opel: Eine Briefsammlung des brandenburgischen Geheimen Raths und Professors Dr. Christof von der Strassen. Gebauer-Schwetschke, Halle 1875; Aus: Neue Mitteilungen aus dem Gebiete historisch-antiquarischer Forschungen. Band 14, 1878, S. 187–255 (Digitalisat).
- Julius Otto Opel: Wallenstein und die Stadt Halle 1625–1627. Pfeffer, Halle 1877 (Digitalisat).
- Julius Otto Opel: Die Anfänge der deutschen Zeitungspresse 1609–1650. Verlag des Börsenvereins der Deutschen Buchhändler, Leipzig 1879 (= Sonderabdruck aus Archiv für Geschichte des deutschen Buchhandels. Band III, 1879, S. 1–268, Digitalisat).
- Marcus Spittendorff (Autor), Julius Opel (Hrsg.): Denkwürdigkeit des Hallischen Rathsmeisters Spittendorff (= Geschichtsquellen der Provinz Sachsen und angrenzender Gebiete, Band 11). Hendel, Halle 1880 (Digitalisat).
- J. O. Opel: Die ersten Jahrzehnte der Oper zu Leipzig. [Dresden : W. Baensch, 1884?] Aus: Neues Archiv für Sächsische Geschichte und Alterthumskunde. Band V, Heft 1/2, S. 116–141 (Digitalisat).
- Abraham von Sebottendorf (Autor), J. O. Opel (Hrsg.): Eine politische Denkschrift des kurfürstlich sächsischen geheimen Rathes Abraham von Sebottendorf für Johann Georg I. vom Jahre 1639. In: Neues Archiv für sächsische Geschichte. Band 8, Baensch, Dresden 1887, S. 177–242 (Digitalisat).
- Julius Otto Opel: Die Wahl des Erzherzogs Leopold Wilhelm zum Bischof von Halberstadt durch lutherische und katholische Domherren im Jahre 1628. Anton, Halle (Saale) 1891, Aus: Neue Mitteilungen des Thür.-Sächs. Geschichts- und Altertumsvereins. Band 18 (Digitalisat).
- Christian Thomasius (Verfasser), Julius Otto Opel (Hrsg.): Kleine deutsche Schriften. Hendel, Halle a. d. S. 1894, Aus: Festschrift der Historischen Commission der Provinz Sachsen zur Jubelfeier der Universität Halle-Wittenberg am 1. bis 4. August 1894. 1894 (Digitalisat); Nachdruck: Minerva-Verlag, Frankfurt/Main 1983, ISBN 3-8102-1154-0.